# Bernhard Nordh
Bernhard Nordh (* 19. April 1900 in Björklinge, Gemeinde Uppsala; † 9. August 1972 in Uppsala) war ein schwedischer Abenteurer und Autor.
Joel Bernhard Nordh war der uneheliche Sohn der Magd Selma Bolin. Als die Mutter später einen Landarbeiter heiratete, bekam der Stiefsohn dessen Familiennamen Nordh.
Als Siebzehnjähriger war er schon Vorarbeiter eines Eisenbahnbautrupps und Anhänger des Syndikalismus. Nachdem er einen Streik für den Achtstundentag organisiert hatte, wurde er auf eine Schwarze Liste gesetzt und fand erst wieder Arbeit im Kraftwerk Högfors.
Nach einem Winter als Holzfäller fasste er den Entschluss, Bärenjäger in den Bergen von Vilhelmina zu werden, wo er fast den Tod fand.
Er schlug sich dann einige Jahre als Landstreicher durch, bis er 1923 eine feste Anstellung in einer Torffabrik bei Kumla fand. Als er sich ein Jahr später den Arm brach, konnte er als Bürogehilfe arbeiten. Der Besitzer der Fabrik, Graf Lewenhaupt, gewährte Nordh den Zugang zu seiner Bibliothek. 1926 erschien die erste Erzählung von Bernhard Nordh und er kündigte, um sich nur noch dem Schreiben zu widmen. 1936 erschien sein erster Roman Segensreiche Ernte, allerdings ohne großen Erfolg.
Als der schwedische Tourismusverband einen Artikel über die Neusiedler in Västerbotten benötigte, beauftragte er damit Bernhard Nordh. Dieser machte sich mit dem Fahrrad auf in die Dörfer und fand dort den 83-jährigen Jonas Larsson, der ihm viele Geschichten über das frühere harte Leben im Norden erzählte. Das lieferte ihm Stoff für drei Romane. Der erste, Schatten über der  Marshalde, erschien 1937 und bekam gute Rezensionen. Nordh veröffentlichte insgesamt 28 Bücher.

## Übersetzungen
- Schatten über der Marshalde. Braunschweig 1941.
- Norrlandsöhne. Braunschweig 1943.
- Die Leute von Kroksjö. Braunschweig 1948.
- Herz unter Wölfen. Wien 1949.
- Die Liebenden vom Gulbrandstal. Wien 1954.
- Die Wälder schweigen. Wien 1957.